# Batam
Batam es una isla y la ciudad más grande (en la isla) en la provincia de las Islas Riau parte del país asiático de Indonesia. Se trata de una zona de libre comercio, como parte del Triángulo de Crecimiento Sijori, y está ubicada a 20 km (12 millas) de la costa sur del vecino país de Singapur. Se trata de una isla de 715 kilómetros cuadrados (276 millas cuadradas) y tiene una población de 1.035.280 (predicción de 2015).
Batam se encuentra al oeste de la isla de Bintan, al sur de Singapur, al norte de Rempang y al este de la isla de Bulan.